# Camptopus
Camptopus is een geslacht van wantsen uit de familie van de Alydidae (Kromsprietwantsen). Het geslacht werd voor het eerst wetenschappelijk beschreven door Amyot & Audinet-Serville in 1843.

## Soorten
Het genus bevat de volgende soorten:

- Camptopus bifasciatus Fieber, 1864
- Camptopus eberti Seidenstücker, 1968
- Camptopus illustris Horváth, 1899
- Camptopus lateralis (Germar, 1817)
- Camptopus tragacanthae (Kolenati, 1845)